# Drífandi

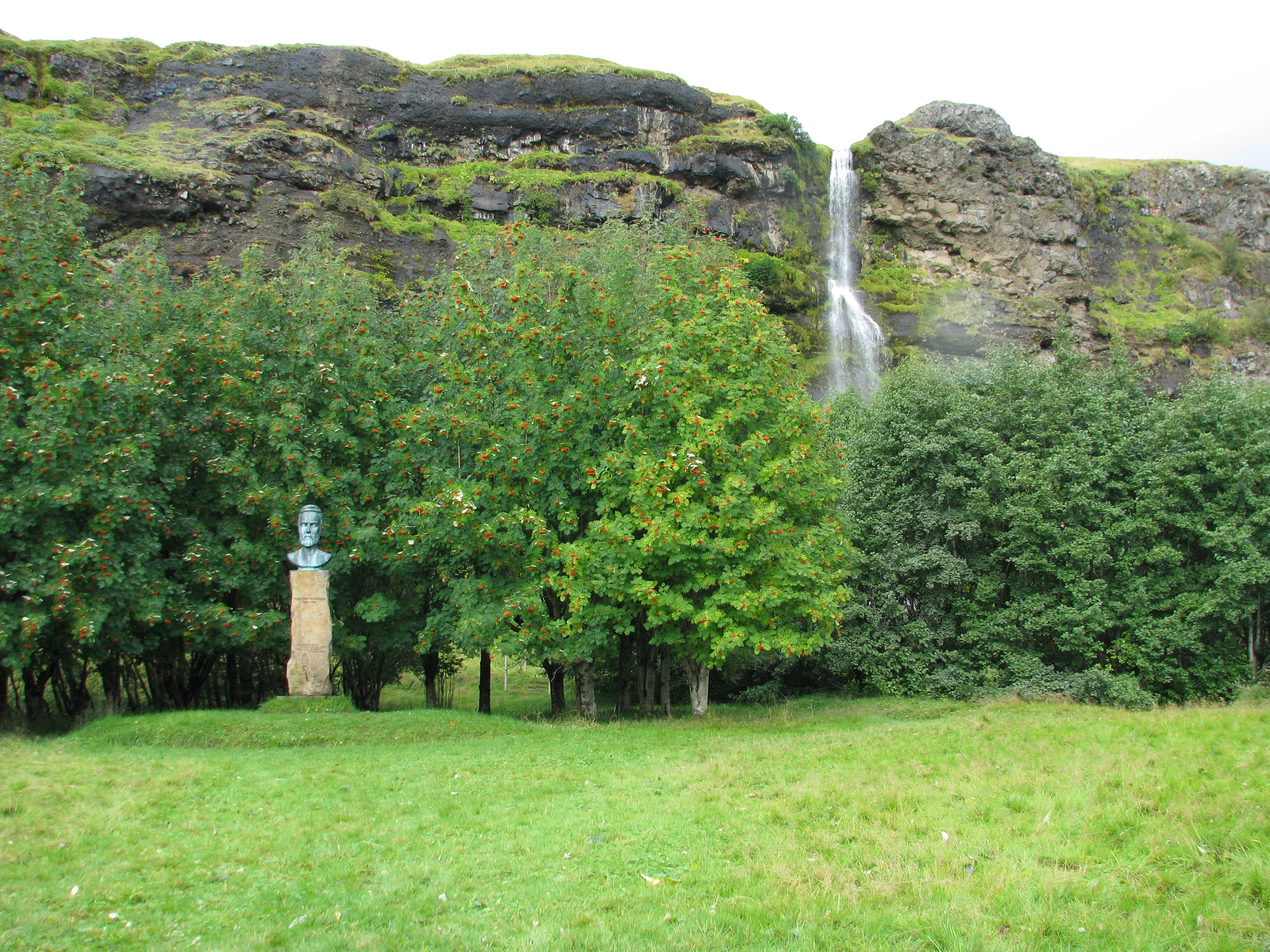
De Drífandi met Þorsteinn Erlingssons buste.

De Drífandi is een kleine waterval van een tiental meters hoog in het zuiden van IJsland. De waterval ligt niet ver oostelijk van Hlíðarendi, de woonplaats van Gunnar Hámundarson, een van de hoofdpersonen uit Njáls saga. Het bijzondere van deze waterval is, dat er een volledig door boompjes omrand parkje aanwezig is met de buste van de IJslandse dichter Þorsteinn Erlingsson (1858 - 1914). Een paar kilometer naar het oosten liggen de watervallen Þórðarfoss en Merkjárfoss.